# Petar II Petrović-Njegoš
Il Vladika Petar II Petrović Njegoš (in serbo: Пeтар II Петровић Његош; Njeguši, 13 novembre 1813 – Cettigne, 31 ottobre 1851) fu principe-vescovo (vladika) di Montenegro.

## Nascita e primi anni
Radivoje "Rade" Tomov Petrović - Njegoš nacque il 13 novembre (1º novembre secondo il calendario ortodosso) del 1813 nel villaggio di Njeguši, allora capitale del distretto montenegrino di Katunska Nahija, figlio di Tomo Markov Petrović e di Ivana Proroković Petrović. Egli aveva altri due fratelli, Pero e Jovan, e due sorelle. La sua famiglia apparteneva alla nobile casata locale dei Petrović-Njegoš, una dinastia che già da oltre un secolo aveva il predominio sull'area del Montenegro col titolo di Principe-Vescovo.
Al tempo della sua nascita, il Montenegro non esisteva come uno stato unitario moderno, ma i suoi confini erano piuttosto indefiniti e non era riconosciuto indipendente dall'Impero ottomano a cui era sottoposto, anche se la propria sovrana de jure rimaneva comunque la Repubblica di Venezia. Il malgoverno dei governatori turchi dell'area portò sovente lo stato a schierarsi con l'Impero austriaco.

## Educazione e nomina

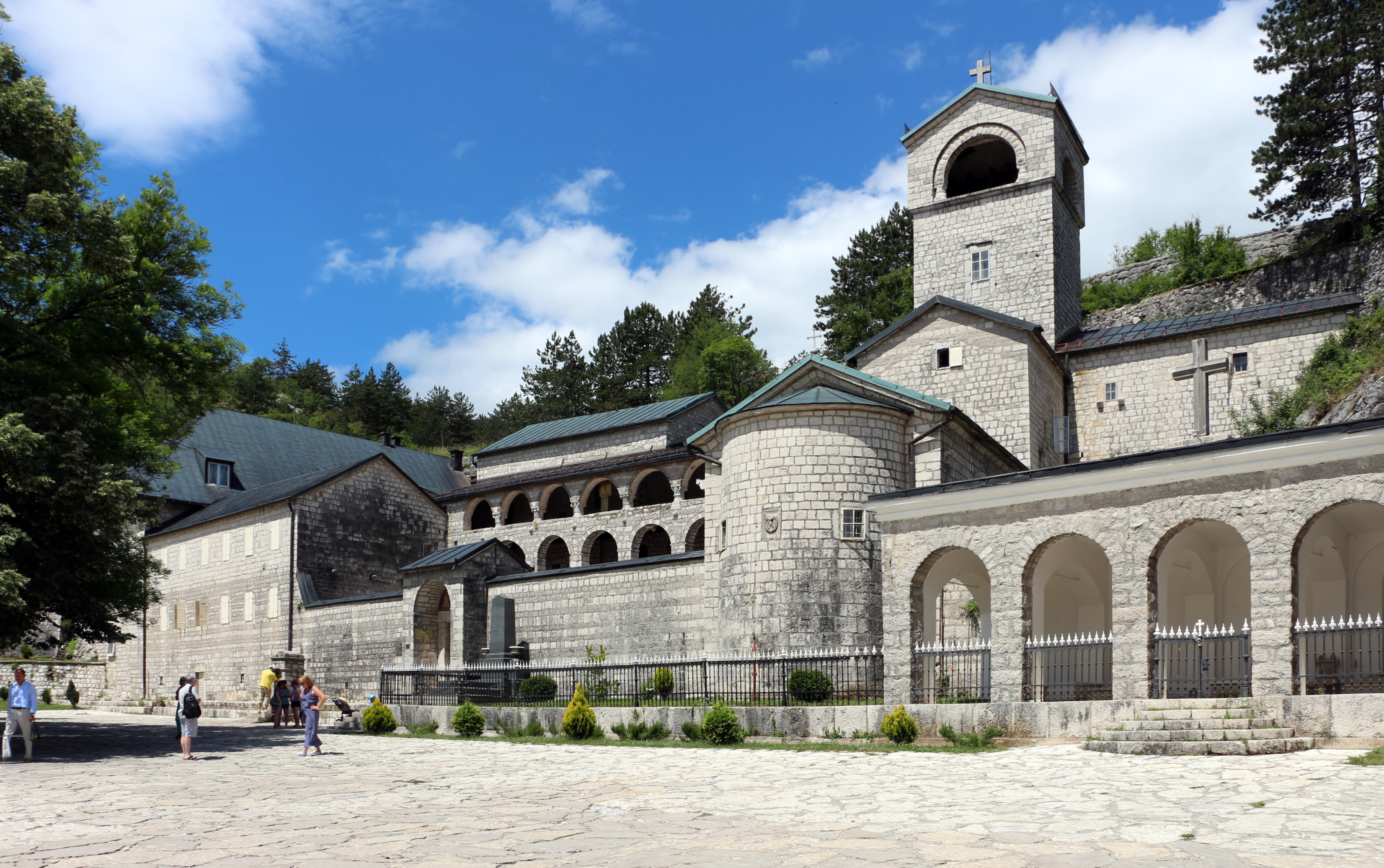
Il monastero di Cetinje

Petar trascorse i primi anni della propria giovinezza a Njeguši. Nel 1825, quando suo zio il Principe-Vescovo Petar I lo inviò al monastero di Cettigne come suo successore per divenire monaco, affidò la sua cura a Misail Cvetković ed al proprio segretario, Jakoov Cek. È qui che Petar scrisse le proprie prime poesie, per cui divenne famoso in seguito, che vennero utilizzate per intrattenere i capi delle tribù locali e i monaci ortodossi del convento, dal momento che esse erano perlopiù di carattere satirico. A metà di quell'anno venne inviato al monastero di Topla presso Castelnuovo, dove studiò lingua italiana, matematica, canto ecclesiastico e salterio, sotto la supervisione del monaco Josip Tropović. Egli ottenne così il servizio religioso nella chiesa del monastero di Savina, dedicata a san Sava. Egli rimase a Tople sino alla fine del 1826, tornando successivamente a Cettigne, capitale della regione del Montenegro.
Il 20 gennaio 1827, Petar I lo nominò suo successore ufficiale, preferendolo a Dorđije Savov, che si esiliò nell'Impero russo e divenne ufficiale di cavalleria. Petar voleva agganciare i Njegoš al governo russo nella speranza di far ottenere l'indipendenza al paese, ma era a corto di fondi e con questa linea di pensiero educò il giovane Petar personalmente alle operazioni di governo. Egli lo impratichì nello studio dell'italiano, del russo e del tedesco, dandogli anche alcune basi di inglese e francese, consentendogli l'accesso anche alla fornitissima biblioteca privata locale e servendosi anche dell'operato di Sima Milutinović Sarajlija, uno dei maggiori poeti serbi dell'epoca, come suo insegnante. Con lui studiò infatti i classici, arte, storia, filosofia e letteratura.
Nel 1829, Petar presentò a Sima numerosi poemi d'ispirazione nazionale, di cui il più famoso era appunto Spirito nazionale, incentrato sulla guerra tra la zarina Caterina II di Russia ed il sultano dell'Impero ottomano.

## Governatore del Montenegro

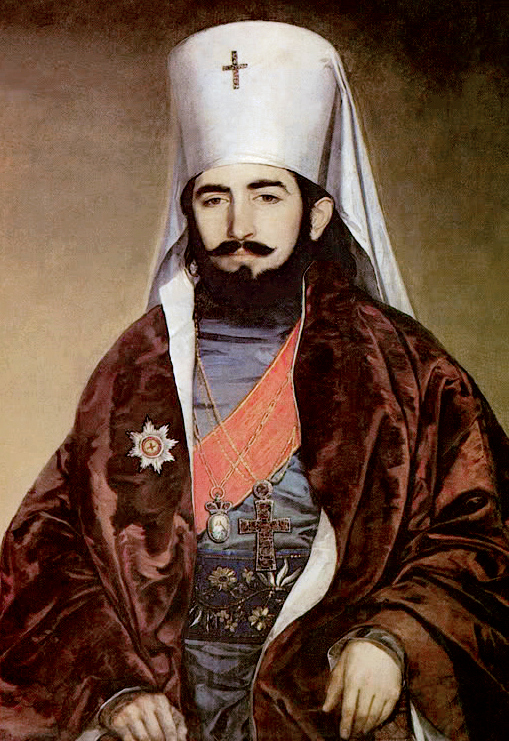
Petar II nelle vesti di vescovo

Petar divenne vescovo di Cettigne e per tradizione ottenne il titolo di viceré metropolitano del Montenegro il 19 ottobre 1830, all'età di soli 17 anni, dopo la morte dello zio che lo rese tale anche per investitura testamentaria.
Il giorno successivo, il 20 ottobre, Petar II seppellì suo zio celebrandone i funerali e lo stesso giorno divenne monaco per merito dell'archimandrita del monastero di Vranjina, occupando il posto del defunto zio. Due giorni dopo, lo stesso Petar II divenne archimandrita divenendo ufficiosamente (ma de facto) supremo capo ecclesiastico del Montenegro.
Successivamente prese il governo dei quattro distretti del Montenegro: Katunska Nahija, Lješanska Nahija, Riječka Nahija e Crmnica, nonché delle tribù montenegrine che vi abitavano: Bjelopavlići, Piperi, Rovčani e Moračani. Mantenne solamente un governo ecclesiastico su Boka e Skadar. Data la sua giovane età, alla salita al trono venne assistito dallo zio, il capitano Lazar Proroković, e dai principali capi tribù.
Tra la fine del 1830 e l'inizio del 1831, i veneziani scelsero come governatore Vukolaj Radonjić, opponendolo al governo dei Petrovic Njegos con l'intento di abbatterne la signoria sul Montenegro. L'Assemblea Nazionale del 17 novembre 1831 depose Vukolaj Radonjić e proclamò come nuovo governatore Sima Milutinović, il maestro di Petar II.
Il 31 gennaio 1831, sull'isola di Kom, l'arcivescovo di Rascia-Prizren venne dichiarato ufficialmente archimandrita del Montenegro e Petar (fino ad allora chiamato ufficialmente Radivoj) ottenne il nome di Petar II in onore al suo predecessore, inviando degli ambasciatori alla corte russa in ricerca di sostegno per il Montenegro.

## La riforma e l'ammodernamento dello stato montenegrino
Col sostegno del governo russo, infatti, il 27 settembre 1831 venne creato per la prima volta un senato con a capo il principe-vescovo e composto da un totale di 16 senatori scelti tra i più importanti capi montenegrini. Questo organismo aveva il ruolo di organismo di governo e di suprema corte di giustizia. Venne così a formarsi anche un corpo di guardia per curare l'esecutivo delle leggi emanate, composto da un totale di 164 membri che avevano funzione di polizia, oltre ad un certo numero di giudici viaggianti per la risoluzione dei conflitti locali.
Ivan Vukotić divenne il primo Presidente del senato, mentre Mateja Vučevićević ne divenne il primo vicepresidente. La sede del senato venne posta a Cettigne, mentre il quartier generale della guardia venne posto a Rijeka Crnojevića. Petar II era tenuto ad essere presente ad ogni assemblea del senato ad eccezione dei giudizi di pene capitale, ai quali non poteva partecipare in base a quanto stabilito dal diritto canonico. Egli creò anche un gruppo di granatieri specializzati (Perjanici) per la sicurezza della propria persona, oltre a dar vita ai Panduri, un gruppo di milizia confinaria che aveva il compito di pattugliare i confini del Montenegro.
Dal 1832, Petar II cancellò anche completamente il governatorato, affermando il proprio pieno potere sul Montenegro, espandendo la propria influenza negli affari di governo che da questo momento venivano gestiti dall'interno del paese.
Egli era anche intenzionato a elevare il prestigio internazionale del Montenegro, e per fare questo viaggiò a Vienna e nell'Impero russo, giungendo a San Pietroburgo nel 1833, dove venne nominato Principe-Vescovo del Montenegro. In seguito soggiornò in Serbia, dove venne nominato vescovo di Užice.
Petar II contribuì molto anche alla fondazione di istituti scolastici quali scuole elementari prevalentemente a Cettigne, dichiarata capitale del Montenegro dal 1834. In quello stesso anno, egli inaugurò la prima stamperia del paese, sorta per suo espresso volere per stampare le sue opere poetiche: egli infatti diede alle stampe in quel periodo L'eremita di Cettigne. Nel 1835, le forze montenegrine presero possesso di alcuni cannoni a Žabljak, il che diede nuova innovazione anche all'esercito locale, all'epoca ancora molto arretrato.
Nel 1836 egli si recò nuovamente entro i confini dell'Impero russo, facendo nuovamente una breve sosta a Vienna. In quello stesso 1836 pubblicò l'ABC del linguaggio siberiano e nel 1838 pubblicò la Grammatica della lingua serba, facendo ristampare anche il libro scolastico (originariamente stampato da suo zio Pietro I Il libro scolastico elementare del linguaggio serbo, mostrando così un certo interesse per le lingue e per l'interculturalità del Montenegro.
I conflitti con il vicino Impero ottomano furono in quest'epoca perlopiù insignificanti, ad eccezione dello scontro con Smail-aga Čengić del 1840 a Mljetičko. Egli appoggiò apertamente le ribellioni delle popolazioni sottoposte al governo turco, sostenendo indirettamente una politica filo-russa.
Nel 1842, Petar II fece costruire un'altra scuola elementare a Dobrsko Selo. L'11 giugno 1842 venne eletto membro onorario della Società Letteraria Serba per i suoi meriti nell'istruzione e nella diffusione della lingua serba. Successivamente, nel 1845, egli divenne arcivescovo metropolitano di Cettigne. Nello stesso anno Petar II pubblico la Luce del microcosmo, un lavoro di fine ragionamento filosofico molto apprezzato per l'epoca, e l'anno successivo pubblicò lo Specchio serbo, una raccolta di poemi nazionali in onore dello scrittore russo Puškin.
Tra il 1846 ed il 1847 Petar II soggiornò a Vienna e nel 1847 pubblicò il Serto della montagna, il suo lavoro più famoso, ove descrisse la volontà e il carattere del popolo jugoslavo, nonché la sua lotta per l'indipendenza, in 2.829 versi. Lo stesso anno compose l'opera storica Circa lo pseudo Zar Stefano il Piccolo, dove descrisse la vita del primo governante del Montenegro unito, lo Zar Stefano il Piccolo (XVIII secolo).

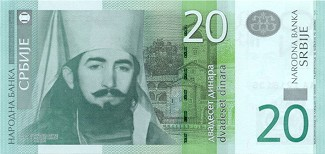
Petar II Petrović-Njegoš su una moderna banconota da 20 dinari serbi

Nel 1848 e nel 1849 Petar II si fece promotore dei moti rivoluzionari della Croazia, guidati da Josip Jelačić e mantenne stretti rapporti con la Serbia, cercando nel contempo di mediare tra i propri interessi con la Russia e l'Impero ottomano, col quale ottenne una semplice riconciliazione.
Nel 1851 Petar II fondò la zecca del Montenegro, introducendo il Perpero montenegrino come unità monetaria della regione. In quello stesso anno, si ammalò di tubercolosi e venne inviato in Italia nel tentativo di farsi curare, morendo però a Cettigne il 31 ottobre 1851, esattamente 21 anni dopo la sua ascesa al trono. Venne sepolto successivamente nella cappella sul monte Lovćen dove venne costruito un mausoleo alla sua memoria, il quale è stato bombardato dagli austriaci durante la prima guerra mondiale e ricostruito nel secondo dopoguerra su progetto di uno dei maggiori scultori jugoslavi Ivan Meštrović e inaugurato nel 1974.